# Малая Яблонька
Малая Яблонька (укр. Мала Яблунька) — село в Маневичской поселковой общине Камень-Каширского района Волынской области Украины.
До 2020 года входило в Маневичский район.
Код КОАТУУ — 0723682205. Население по переписи 2001 года составляет 153 человека. Почтовый индекс — 44643. Телефонный код — 3376. Занимает площадь 0,26 км².